# Дворец Безбородко
Дворец Безбородко (Бронзовый дворец) — памятник архитектуры. Расположен в Санкт-Петербурге, современный адрес дома — Почтамтская улица, 7, Почтамтский переулок, 4.

## История
Территория, на которой построено здание, в XVIII веке относилось к Морской слободе, выгоревшей в пожарах 1736—1737 годов, после чего в местности стали селиться более обеспеченные люди.
Канцлер А. А. Безбородко в 1781 году купил рядом с Почтамтом два соседних каменных дома — подворье Курского Знаменского монастыря и дом «танцовальщика» Афанасия Яковлевича Топоркова, который был построен в 1756 году. Безбородко объединил дома, сохранив их стены и отчасти внутреннюю планировку, и создал скромный внешне, но богато отделанный внутри по чертежам Д. Кваренги дворец. Дом Топоркова был увеличен в длину со стороны улицы на 2 оси (их стало 13 вместо 11), были расширены и соединены с основным зданием дворовые флигели по периметру восточного двора, ранее двухэтажный дом был достроен до трёх этажей, для чего к главному корпусу добавили этаж, а к дворовым — два. У второго здания было 7 осей, его надстроили на один этаж. Вероятно, здание подворья перестраивалось в 1790-е годы: в 1792 году Безбородко купил множество картин, о чём рассказывал в письме С. Воронцову 11 июля 1795 года: «Случай разорений французских благоприятствовал мне достать несколько отличных штук… словом, с моим жарким старанием, с помощью приятелей и с пособием до 100 тысяч издержанных мною менее 3-х лет составил я хорошую коллекцию… от сего вышел другой расход, что я должен был построить большую картинную галерею». Эта галерея — западный флигель, выходящий главным фасадом в переулок (в 2001—2003 годах в галерее были расчистки на стенах и потолке, но от росписи и фресок остались незначительные, не подлежащие восстановлению, фрагменты). В связи со строительством галереи в северном флигеле создали аванзал, а в западном помимо галереи разместили Танцевальный (Угловой, Зеркальный) зал, изменили облик парадных комнат восточной части (Парадной спальни — «Спальня превосходная, вмещающая 16 Вернетов», Красной гостиной — «бывшая спальня обита по теперешней моде красным бархатом и в нише имеет бюст императорский, а на двух сторонах двери, два их величества портреты», бывшего кабинета, Голубой гостиной — «Голубая гостиная с портретом покойной государыни превратилась в голубую бархатную, к портрету её сделана новая великолепная рама, а на столе стоит пьедестал с медалями её царствования…», спальни). В 1797—1799 годах был создан Большой Парадный зал (Церковный зал, позднее — Советский зал, зал собраний); 5 и 8 октября 1797 года Безбородко приобрел у И. Томилова участок, вероятно, с целью расширения дворца, хотя он не описывает в своих письмах его сооружение. Строительство было во многом основано на склонности графа к коллекционированию, Г. Реймерс отмечал: «По свойству построек его дома… видно, что они возникали один салон за другим, одна галерея за другою». Из-за графской коллекции чёрных бронз дворец был известен как Бронзовый.
В целом описание интерьеров здания затруднительно вследствие того, что оно трижды меняло функциональное назначение.
В аванзале сохранились росписи плафонов и отделка искусственным мрамором, в танцевальном зале — колонны коринфского ордера, лепнина и роспись плафона. В овальном (мраморном) зале — необычный интерьер, который отсылает к тому, что князь Безбородко входил в масонскую ложу: в небольшом помещении стоят колонны, облицованные искусственным мрамором зелёного цвета, между которыми расположены четыре полукруглые ниши, ранее тоже облицованные. Верхнее перекрытие было расписано декоративно-орнаментальной композицией, которую было видно из зала через овальное отверстие в нижнем деревянном декоративном перекрытии. Позже (возможно, в 1790-е годы) плафон был украшен живописной розеткой из ветвей и бабочек.
В интерьерах впервые был широко применён самоцветный камень — для облицовки колонн, стен, украшений дверей и подоконников. Парадный зал украшали две римские вазы и две высокие этажерки, на которых стоял фарфор, также в нём были коринфские колонны искусственного мрамора с золочёными капителями, потолок расписан, в украшении использованы монохромные библейские сцены. Его продольные стены расчленены колоннами, вместе с антаблементом вынесенными далеко от стен, между колоннами расположены окна и, в центре, две прямоугольные ниши. Над карнизом находится глубокая падуга с распалубкой, зал перекрывает плоский плафон.
В комнатах была мебель и комнатные украшения из Малого Трианона Марии Антуанетты. Люстра была сделана из горного хрусталя, её приобрели у Филиппа Эгалите. Голубая бархатная гостиная была украшена портретом Екатерины II Левицкого, заказанному в 1783 году; во дворце было много картин, ставших потом основой коллекции музея Академии художеств. Угловой зал активно использовался с 1809 года, когда в свет вышла младшая дочь графа Клеопатра и в нём стали давать балы. В начале XIX века с северной стороны были большие полуциркульные арки, выходящие в Овальный зал и коридор, соединявший Овальный зал с кабинетом князя (он же позднее Кабинет Марии-Антуанетты). На откосах арок на голубом фоне были живописные кессоны. По всем стенам были прямоугольные углубления и ниши-медальоны с зеркалами, откуда и пошло одно из названий зала (Зеркальный).
После смерти графа дворец достался его брату, И. А. Безбородко. С 1809 года часть дома стали сдавать в аренду. Илья Андреевич умер 3 июня 1815 года, владелицей стала его вдова Анна Ивановна Безбородко (урождённая Ширяева). Анна Ивановна умерла 27 июля 1824 года, её наследниками были княгиня Клеопатра Ильинична Лобанова-Ростовская (урождённая Безбородко), Александр Григорьевич и Григорий Григорьевич Кушелевы (сыновья старшей дочери И. А. Безбородко Любови Ильиничны Кушелевой). По договорённости между наследниками владельцем здания стал граф Григорий Григорьевич Кушелев. В 1825 году было решено продать дом Почтовому департаменту за 400 тысяч рублей; Александр I приказал Александру Николаевичу Голицыну торговаться, торг шёл до 1829 года с итоговой суммой в 350 тысяч рублей.
В 1829 году (по другим источникам, в 1810 году; вероятно, ошибка связана с тем, что министры А. Б. Куракин, А. С. Шишков, О. П. Козодавлев и А. Н. Голицын ранее жили в доме как арендаторы) дом приобрело Почтовое ведомство. Была изменена отделка всех интерьеров, на что было потрачено 81 034 руб. 32 коп. Основными авторами перестроек были Василий Глинка и Альберт Кавос в 1837 году, в частности, по проекту последнего был переделан Угловой зал, вместо него была построена лестница со стороны Почтамтского переулка с первого на третий этаж с тремя дверными проёмами, чтобы люди могли напрямую входить в домовую церковь. Во дворовых флигелях находились квартиры для служащих, в основном здании — Управление Почтового Департамента.

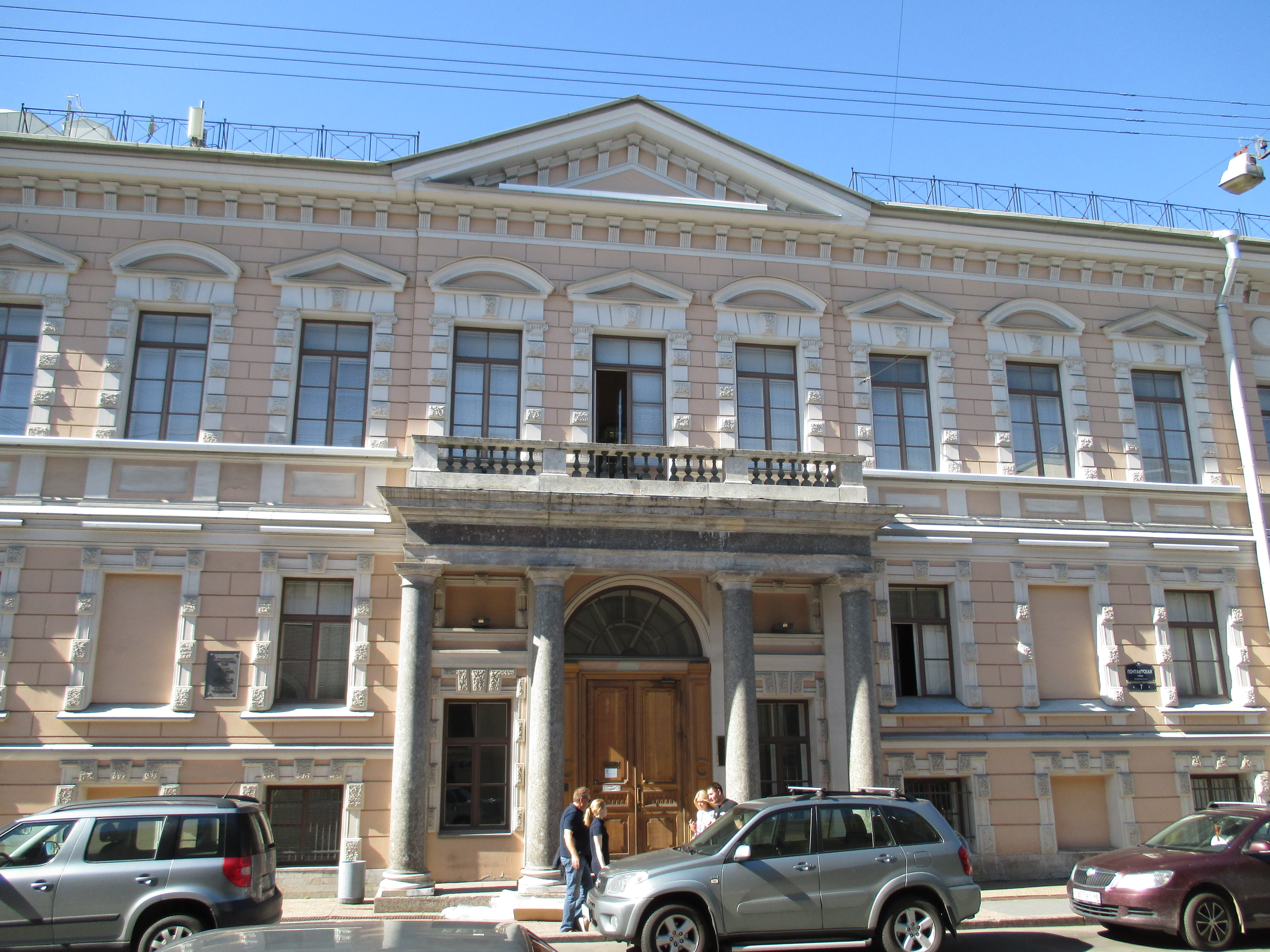
Портик дворца

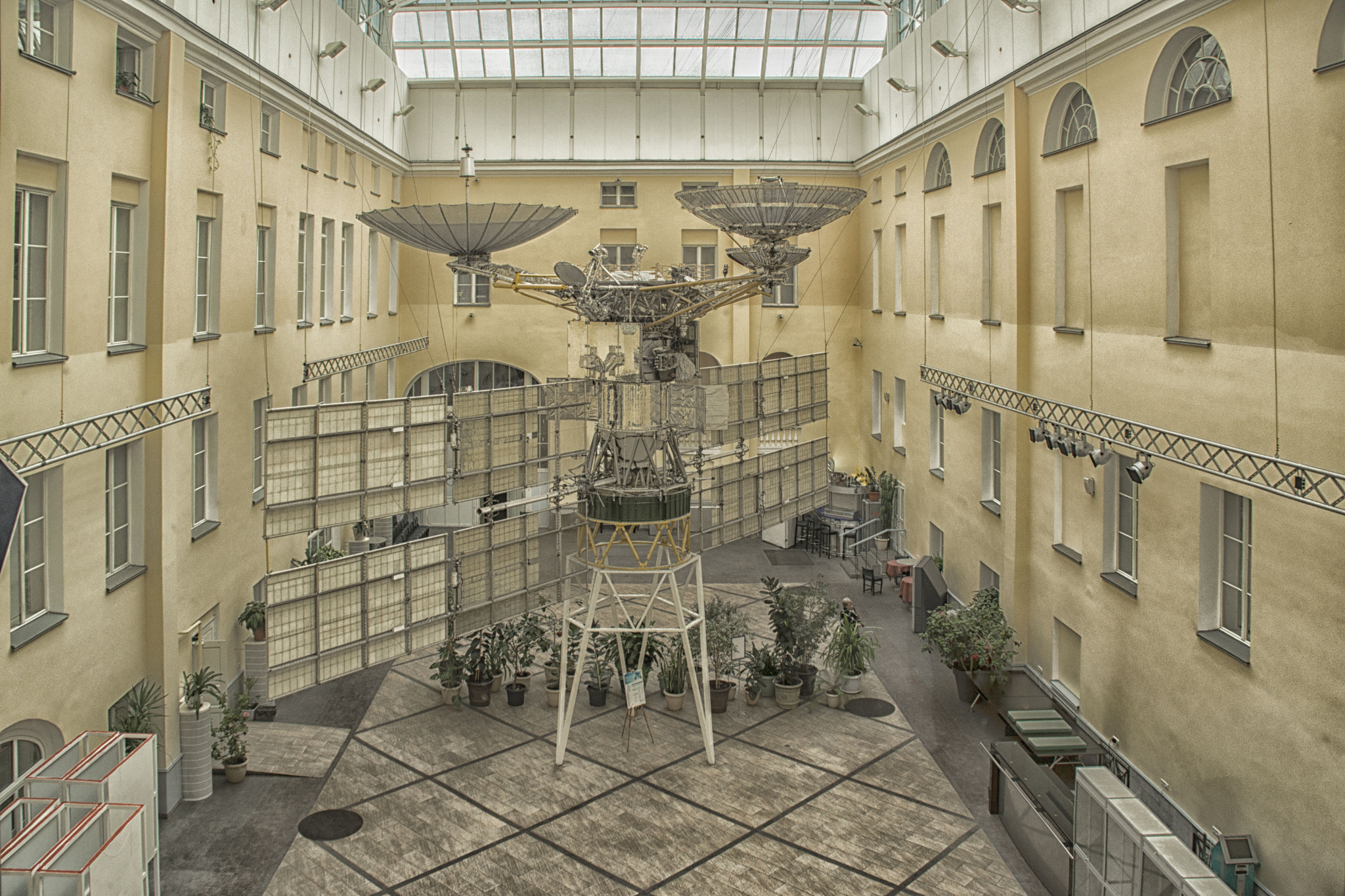
Атриум с экспозицией, созданный вместо внутреннего двора

В 1870-х годах по проекту Н. Любимова изменился стиль отделки фасадов (и часть интерьеров): на смену русскому классицизму пришёл ренессанс. Сохранилось размещение оконных проёмов и центральный портик с четырьмя гранитными колоннами. Колонны портика сделаны из серого гранита-рапакиви с пятнистым крупноовоидальным узором, антаблемент портика в основном сделан из белого мрамора, фриз — из того же рапакиви).
С 1884 по 1917 год здание занимало Главное управление почт и телеграфов Российской империи, с мая 1917 до апреля 1918 года — Наркомпочтель; далее учреждение переехало в Москву, помещения были переданы Главному управлению Северо-Западного округа. В 1924 году в здание был переведён Музей народной связи. В 1935 году здание взято под охрану государства. В 1938 году планировался капитальный ремонт, неосуществлённый из-за начала Великой Отечественной войны, во время которой здание сильно пострадало от артобстрелов (в частности, пострадали и утратили полировку колонны). Уже в 1950 году здание было отремонтировано достаточно, чтобы часть экспозиции была открыта для посетителей. Здание было закрыто в связи с аварийным состоянием в 1974 году на несколько десятков лет; в 2001 году музей вновь получил государственный статус и бюджетное финансирование, и после капитального ремонта в 2003 году была создана первая очередь новой экспозиции.
Внутренние дворы дворца использовались неорганизованно до 2000-х годов; в ходе реконструкции их перекрыли прозрачной кровлей, расширив экспозиционные площади.

## Церковь Двунадесяти апостолов
Высокопреосвященнейший Владыко, Милостивый Государь и Архипастырь! По большому стечению народа в церковь Двунадесяти Апостолов, состоящую при Почтовом Департаменте, бывает иногда великая теснота, а как в сем году приобретен покупкою в Почтовое ведомство дом, принадлежавший покойному графу Безбородке, в коем находится огромная великолепная зала, весьма приличная для помещения церкви, то я и полагаю перенести оную туда и на сие испрашиваю Архипастырского Вашего благословения…
Безбородко, директор почт, после постройки Почтамта разрешил устроить в своём особняке церковь для почтовых служащих. Она разместилась на верхнем этаже дворцового флигеля и была освящена 26 февраля 1795 года, спустя три года её перенесли на третий этаж дома на другой стороне улицы. В 1813 году А. И. Аванов написал образа для этой церкви.
После покупки дворца Безбородко министерством храм при Министерстве почт и телеграфов вернулся в особняк, но в другой зал — в бывший танцевальный с хорами. В. А. Глинка приспособил помещение для богослужений, не меняя общей отделки. Храм был вновь освящён 15 февраля 1830 году. Иконостас в 1845 году при очередном ремонте заменили на двухъярусный ампирный, новые образа были созданы П. М. Шамшиным, В. К. Сазоновым, П. Т. Бориспольцем, переделкой зала занимался Таманский. После ремонта освящение состоялось 30 ноября 1845 года. В 1911 году церковь реставрировалась в последний раз, в восстановлении живописи участвовал А. А. Гуджиари.
В декабре 1922 года церковь закрыли, в 1924 году иконостас вывезли в Музей отжившего культа.